# Droog orgasme
Een droog orgasme is een orgasme van de man zonder begeleidende zaadlozing.
Een droog orgasme kan optreden indien men zich net op de rand van een orgasme bevindt en kan herhaald worden, zodat de man op dat moment – net als de vrouw – in staat is tot meervoudige orgasmes.
Een andere oorzaak is zenuwbeschadiging door diabetes mellitus.
Soms is er wel een zaadlozing, maar kan men dit niet zien. Dit is het geval indien het sperma via de blaas de verkeerde kant opgaat, retrospermie.